# Alílem
Alílem (en ilocano: Alilem) es un municipio de 5ª clase en la provincia de Ilocos Sur, Filipinas. Según el censo de 2000, cuenta con una población de 6,353 habitantes.

## Barangayes
Alilem está políticamente subdividido en 9 barangayes.
- Alilem Daya (Pob.)
- Amilongan
- Anaao
- Apang
- Apaya
- Batbato
- Daddaay
- Dalawa
- Kiat

## Historia
Alílem fue la capital de la Comandancia Político-Militar de Amburayan.